# Angela Smith, Baroness Smith of Basildon

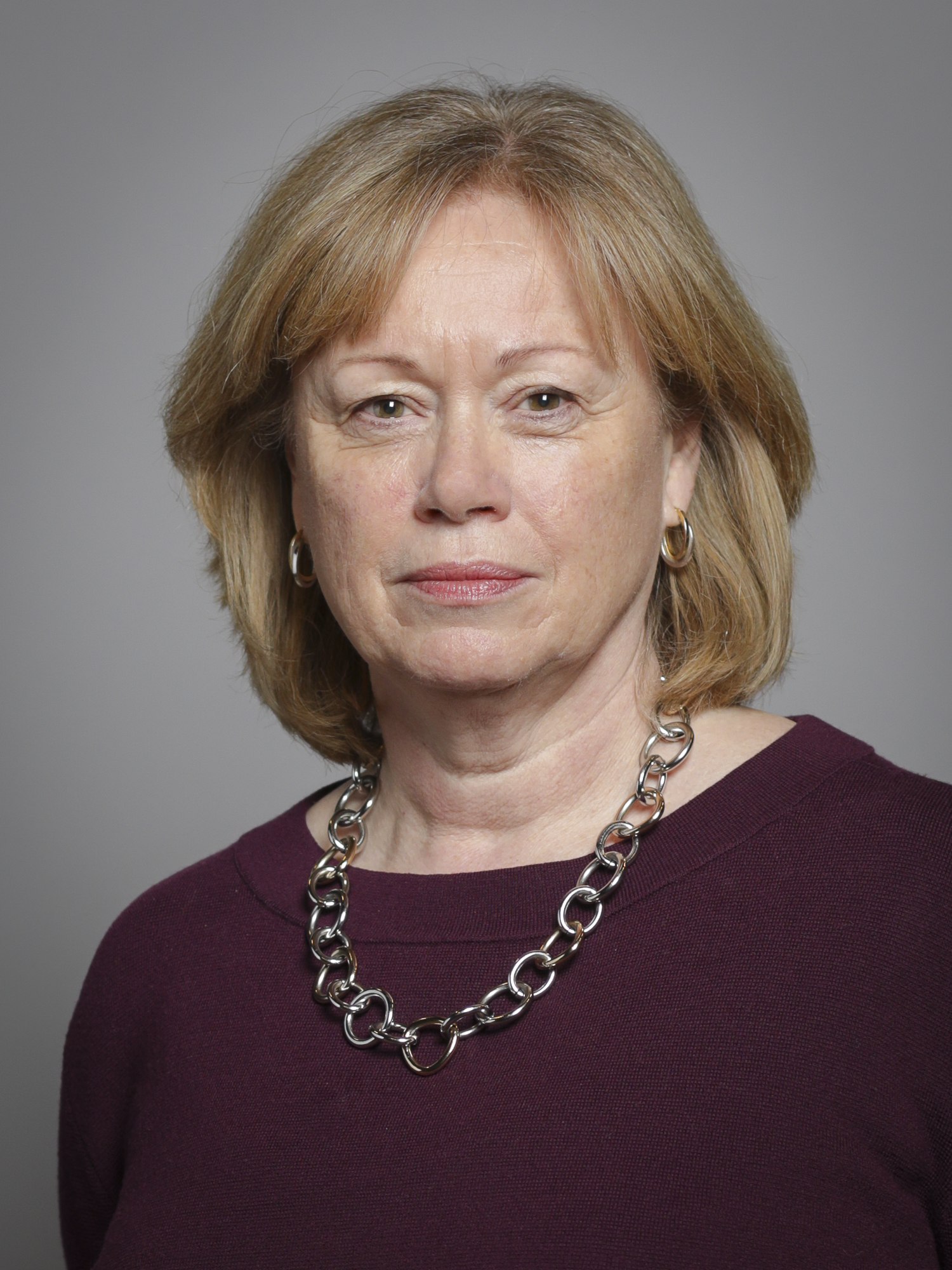
Angela Smith, Baroness Smith of Basildon, 2019

Angela Evans Smith, Baroness Smith of Basildon (* 7. Januar 1959) ist eine britische Politikerin. Angela Smith ist Mitglied der Co-operative Party, die mit der Labour-Partei verbunden ist und deren Politiker sich als Labour Cooperative Party bezeichnen dürfen.

## Ausbildung und berufliche Tätigkeit vor dem Eintritt in die Politik
Angela Evans studierte an der Leicester Polytechnic (heute De Montfort University) Öffentliche Verwaltung mit einem Bachelorabschluss. Von 1981 bis 1983 machte sie ein Buchhalterlehre in der Verwaltung des London Borough of Newham. Von 1983 bis 1995 arbeitete sie in der Presseabteilung der League Against Cruel Sports einer britischen Tierschutzorganisation. Angela Evans arbeitete von 1995 bis 1997 als wissenschaftliche Mitarbeiterin für den Unterhausabgeordneten Alun Michael.

## Politische Karriere
Von 1989 bis 1997 war sie Abgeordnete im County Council von Essex. Bei der Unterhauswahl 1997 trat Angela Smith als Kandidatin der Labour Partei im Wahlkreis Basildon und gewann diesen. 1999 wurde sie der Parliamentary Private Secretary für Paul Boateng, der damals Staatssekretär im Innenministerium war. Angela Smith gab diese Funktion 2002 auf, als sie zum Parliamentary Under-Secretary of State für Nordirland wurde, eine Stellung, die sie bis 2005 innehatte. Von 2006 bis 2007 war sie im Department for Communities and Local Government, das dem stellvertretenden Premierminister im Cabinet Office unterstellt ist, tätig. Sie wurde dann zum Parliamentary Private Secretary des Premierministers Gordon Brown und durfte in dieser Stellung, die sie bis zu einer Kabinettsumbildung im Juni 2009 innehatte, an Kabinettssitzungen teilnehmen. Vom Juni 2009 bis zur britischen Unterhauswahl im Mai 2010 war sie eine Staatssekretärin im Cabinet Office.
Bei der Unterhauswahl im Mai 2010 verlor sie ihren Sitz im britischen Unterhaus, den sie seit 1997 gehalten hatte. Im Rahmen der Dissolution Honours List 2010 wurde sie am 7. Juli 2010 als Baroness Smith of Basildon, of Basildon in the County of Essex, zum Life Peer erhoben und wurde am Folgetag in das House of Lords eingeführt.
Am 5. Juli 2024 wurde Smith im Kabinett Starmer zum Lordsiegelbewahrer im Vereinigten Königreich ernannt. Zudem ist sie seither Leader of the House of Lords.